# Zona euromediterrània de lliure comerç
La zona euromediterrània de lliure comerç (EMFTA, EU-MED FTA o Euromed FTA) és un projecte que preveu l'establiment d'una àrea de lliure comerç a la regió del Mediterrani i l'Orient Pròxim. És un dels principals objectius de la cooperació entre la Unió Europea i la resta de països del Mediterrani (Magrib i Màixriq), i està basat en el Procés de Barcelona i la Política Europea de Veïnatge.
El juny de 2011 es va signar una Convenció Regional sobre les regles d'origen preferents pan-euro-mediterrànies per tal d'establir les mateixes regles d'origen a tota la regió. Actualment, a la formen part de la zona pan-euro-mediterrània els països membres de la Unió Europea, Turquia, els membres de l'Associació Europea de Lliure Comerç, les illes Fèroe, els països signants del procés de Barcelona, els països dels Balcans occidentals i Moldàvia.